# Damien Mahavony
Damien Mahavony (sinh ngày 15 tháng 12 năm 1985) là một cầu thủ bóng đá người Madagascar hiện tại thi đấu cho Curepipe Starlight SC.